# Emil von Richthofen
Emil Karl Heinrich von Richthofen, född 11 juli 1810, död 20 juni 1895 i Baden-Baden, var en tysk friherre och diplomat. Han var far till Oswald von Richthofen.
Richthofen var först förvaltningsämbetsman, övergick 1846 till diplomatbanan som preussisk generalkonsul i Iași, var 1851–56 ministerresident i Mexiko, blev 1856 preussisk ledamot av europeiska kommissionen för reorganisation av Donaufurstendömena samt var 1859–67 preussiskt sändebud hos hansestäderna och storhertigarna av Mecklenburg. I Stockholm var han 1868–71 Nordtyska förbundets och 1871–74 Tyska rikets envoyé; han tog sistnämnda år avsked ur statstjänsten. 
Richthofen författade bland annat Die politischen Zustände der Republik Mexiko (1859), Die mexikanische Frage (1862) och släkthistorien Geschichte der Familie Prätorius von Richthofen (två band, 1884).